# Leopoldyna Teresa Bragança
Leopoldyna Teresa Franciszka Karolina Michalina Gabriela Rafaela (ur. 13 lipca 1847 w Rio de Janeiro, zm. 7 lutego 1871 w Wiedniu) – infantka Brazylii, księżna Sachsen-Coburg-Gotha. 

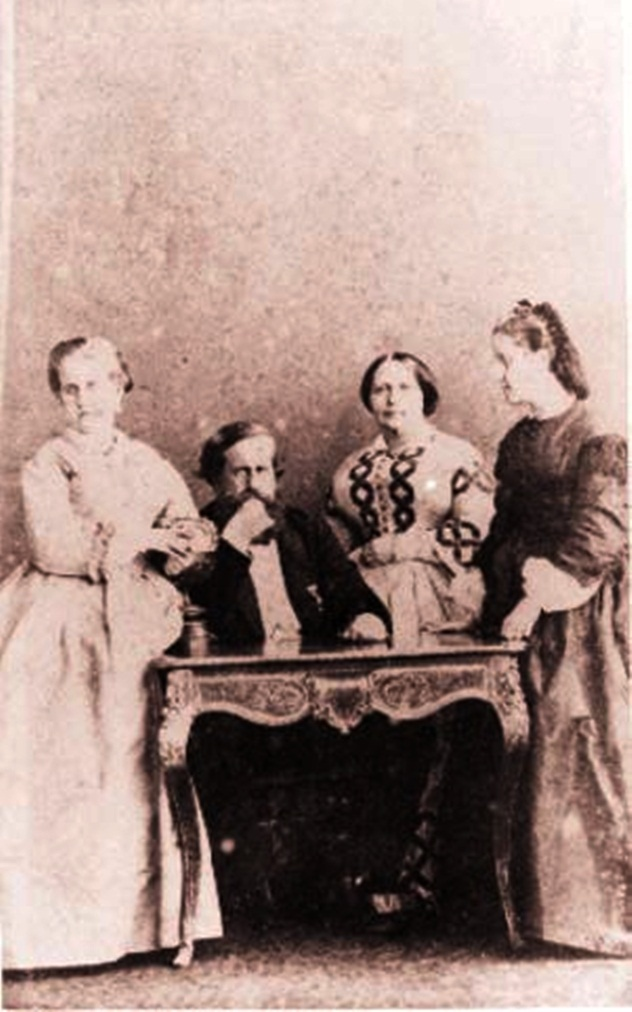
Leopoldyna Teresa (po lewej) z rodzicami i siostrą

## Zarys biografii
Leopoldyna Teresa była córką Piotra II, cesarza Brazylii, i Teresy Marii Krystyny Burbon, z domu księżniczki Obojga Sycylii. 15 grudnia 1864 wyszła za mąż za księcia Ludwika Augusta, księcia Sachsen-Coburg-Gotha, syna księcia Augusta Koburga-Koháry i Klementyny Orleańskiej, księżniczki francuskiej. Zmarła w wieku 23 lat w Austrii. Powodem jej śmierci był tyfus. Została pochowana w grobie rodziny Sachsen-Coburg-Gotha w Niemczech.

## Dzieci
- Piotr August Ludwik Maria Michał Gabriel Rafael Gonzaga (ur. 19 marca 1866, zm. 6 lipca 1934)
- August Leopold Filip Maria Michał Gabriel Rafael Gonzaga (ur. 6 grudnia 1867, zm. 11 października 1922), mąż arcyksiężniczki Karoliny Marii Toskańskiej
- Józef Ferdynand Maria Michał Gabriel (ur. 21 maja 1869, zm. 13 sierpnia 1888)
- Ludwik Gaston Klemens Maria (ur. 15 września 1870, zm. 23 stycznia 1942), mąż (1) księżniczki Matyldy Bawarskiej (2) hrabiny Anny von Trauttmansdorff-Weinsberg